# Zespół Sturge’a-Webera
Zespół Sturge’a-Webera, naczyniakowatość twarzowo-mózgowa, SWS (od ang. Sturge-Weber syndrome)  – rzadki zespół wad wrodzonych należący do grupy fakomatoz.

## Epidemiologia
Częstość zespołu szacuje się na 1:50 000. Kobiety i mężczyźni chorują jednakowo często.

## Objawy i przebieg
Choroba objawia się klinicznie naczyniakiem płaskim twarzy w obszarze skóry unerwianym przez pierwszą gałązkę nerwu trójdzielnego, rzadziej w dolnej części twarzy, na tułowiu i błonach śluzowych ust i gardła. Gdy znamię obejmuje górną powiekę, rozwija się jaskra. Zazwyczaj poza naczyniakiem nie występują objawy, mogą pojawić się napady padaczkowe lub objawy ogniskowe. Ponadto występuje naczyniakowatość opon miękkich mózgu. W obrębie mózgu występują zwapnienia w postaci podwójnie konturowanych girland, odpowiadających kształtom zakrętów mózgowych. Należy do tzw. zespołu przerostów asymetrycznych.
Wyróżniono trzy typy zespołu:
- typ I – naczyniaki twarzy i opon miękkich; może wystąpić jaskra
- typ II – naczyniak twarzy, bez zajęcia ośrodkowego układu nerwowego; może wystąpić jaskra
- typ III – izolowana naczyniakowatość opon miękkich; jaskra na ogół nie występuje.

## Leczenie
Leczenie jest objawowe. Zmiany skórne mogą być poddane laseroterapii, co pozwala na rozjaśnienie lub częściowe usunięcie znamienia. Napady padaczkowe leczone są farmakologicznie lub chirurgicznie. Należy monitorować stan narządu wzroku celem wczesnego wykrycia zaćmy; w części przypadków zaćmy konieczne jest leczenie chirurgiczne.

## Historia
Chorobę opisali niezależnie od siebie William Allen Sturge w 1879 roku i Frederick Parkes Weber w 1922, obok nich jedne z pierwszych opisów pozostawili Siegfried Kalischer w 1901, Vicente Dimitri w 1923 i Knud Haraldsen Krabbe w 1934.